# 河和港

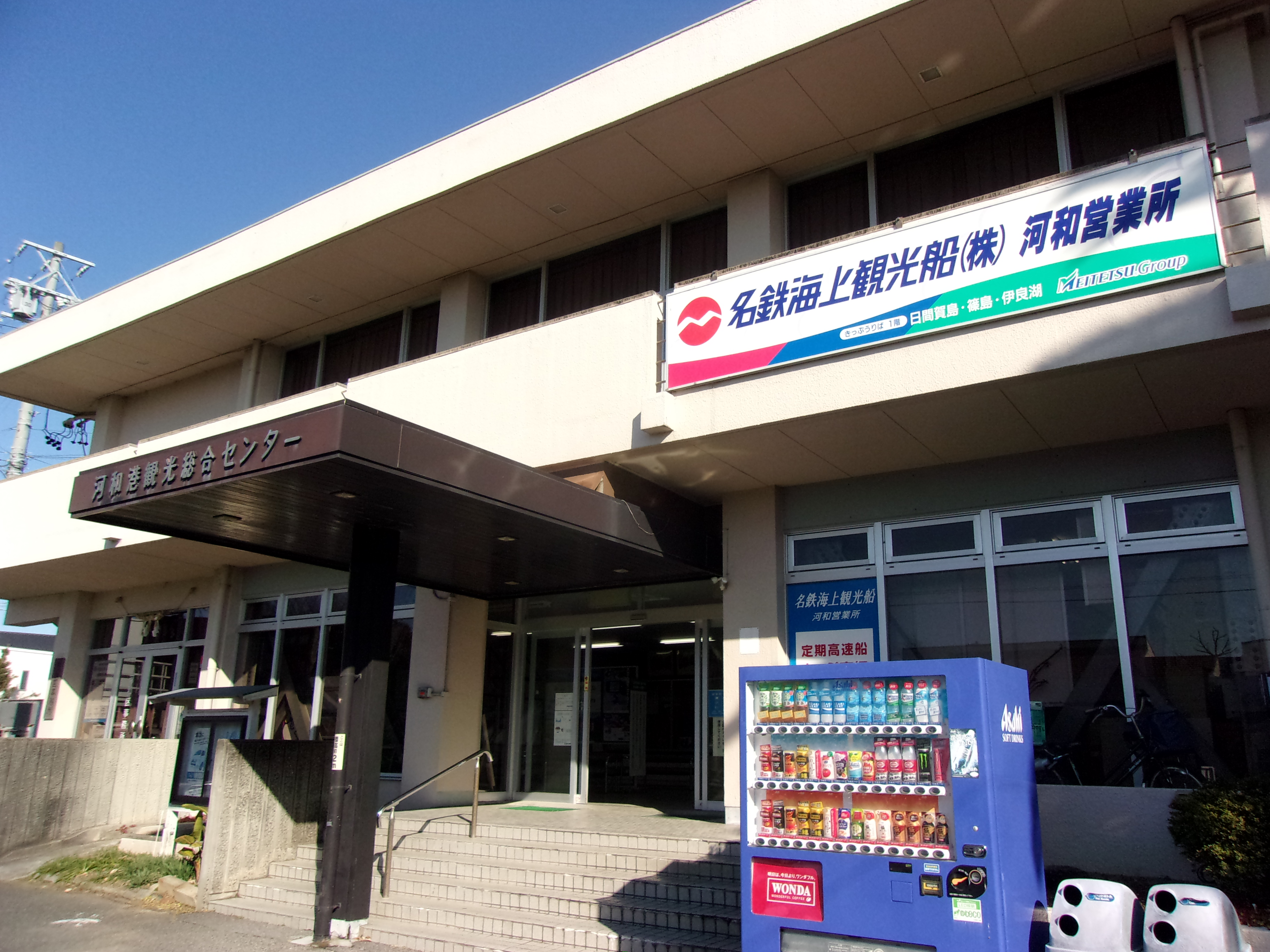
河和港

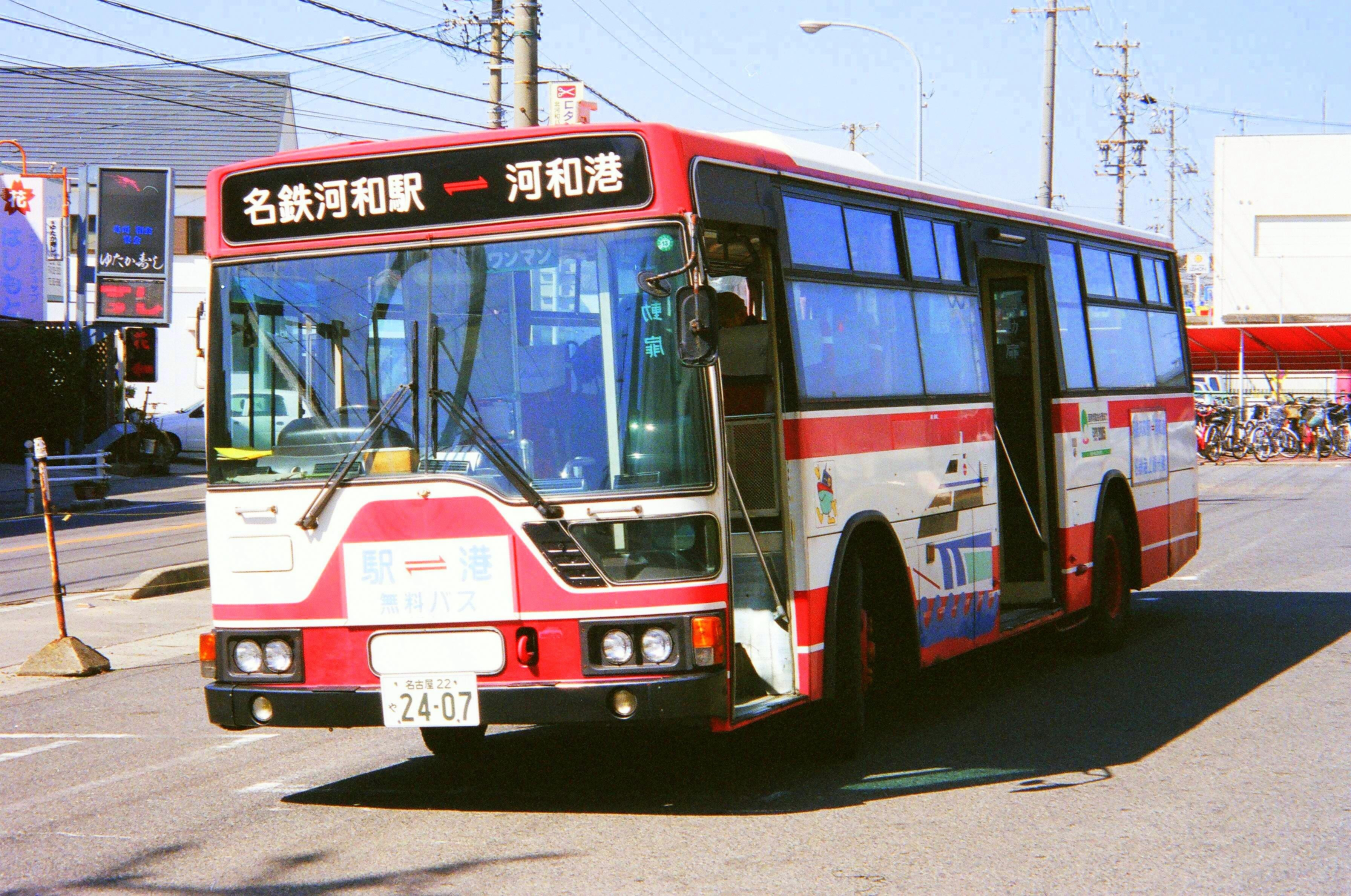
河和駅と港を結んでいた無料送迎バス（1999年撮影）

河和港 （こうわこう） は、愛知県知多郡美浜町に所在する港湾。港湾管理者は愛知県。地方港湾に指定されている。

## 就航航路
特に注記のない場合、名鉄海上観光船の運航
高速船
- 河和港 - 篠島 - 日間賀島（東港・西港） - 伊良湖港

## アクセス
名鉄河和線 河和駅から徒歩で約7分。2023年3月31日まで運行していた無料送迎バスは高速船のダイヤに合わせており、名鉄電車にも特急を中心に接続していたため利用しやすかった。ただ、定員が70人程度と少ないため、満員の場合は案内看板に従って徒歩で行き来すると良い。